# John McLeod
John McLeod (nacido en 1795 - muerto después de 1842) fue un comerciante de pieles y explorador escocés que se desempeñó en el oeste de la actual Canadá, trabajando primero al servicio de la Compañía del Noroeste y luego de la Compañía de la Bahía de Hudson. Es recordado principalmente por sus exploraciones de varios ríos importantes que discurren por el suroeste de los Territorios del Noroeste, el sur del Territorio del Yukón y el norte de la Columbia Británica.
McLeod llegó a Montreal, sede de la Compañía del Noroeste, en 1816. A partir de ahí, fue asignado a la zona del río Churchill como empleado. Tras la fusión de ambas compañías peleteras en 1821, McLeod habría servido en varios puestos en los distritos de Athabasca y del río Mackenzie de la Compañía de la Bahía de Hudson. En 1823, McLeod fue asignado como director del puesto comercial de Fort Simpson, que se encuentra en la desembocadura del río Liard en el Mackenzie, donde permanecería nueve años como adjunto al comerciante jefe. En la temporada 1823-1824, McLeod completó la exploración de nueve cordilleras adyacentes al río Nahanni Sur, durante la que entabló relaciones comerciales con los kaskas, una importante tribu de las Primeras Naciones.
La expedición más importante de McLeod tuvo lugar en el verano de 1831. Partió de Fort Simpson el 28 de junio acompañado por otros ocho hombres, convirtiéndose en los primeros europeos conocidos que remontaron el curso del río Liard (de 1115 km), un importante afluente del río Mackenzie. En esta expedición también remontó parte del río Colville y ascendió el río Frances hasta el lago Frances (que McLeod confundió con la rama principal del Liard). En suma, la expedición de McLeod cubrió cerca de 1000 km y estableció contacto con cinco tribus de las Primeras Naciones.
A raíz de este viaje, el gobernador George Simpson transfirió brevemente a McLeod al Departamento de Montreal, y luego de vuelta al Distrito del río Mackenzie. En 1834 fue nombrado Comerciante Jefe de Fort Halkett, situado cerca de la confluencia de los ríos Liard y Coal (270 km). Desde ahí, McLeod emprendió una segunda expedición por el Liard hasta el río Dease (de 265 km), ascendiéndolo hasta el lago Dease. Viajando a través de la divisoria del Ártico y el Pacífico, McLeod también había descendido parcialmente el río Stikine, encontrándose con las tribus costeras de las Primeras Naciones, que comerciaban con los rusos. Después de una breve temporada en Fort Liard, McLeod fue transferido en 1835 a Fort Vancouver, en el Distrito de Columbia. Una vez allí, emprendió una serie de tareas, incluidas negociaciones comerciales sobre las pieles con estadounidenses y rusos. Estos viajes lo llevaron a lugares tan lejanos como el norte de California y Wyoming.
Después de veintiséis años como comerciante de pieles en alguna de las regiones más remotas del continente, a los cuarenta y siete años de edad, McLeod se retiró de la Compañía de la Bahía de Hudson en 1842 y regresó a Gran Bretaña, donde el curso posterior de su vida es desconocido.

## Honores

### Eponimia
El monte McLeod, localizado al oeste de la pequeña localidad de Dease Lake, Columbia Británica, fue nombrado en su memoria.